# Hinterer Seekopf
Le Hinterer Seekopf est une montagne qui s’élève à 3 234 m d’altitude dans les Hohe Tauern, en Autriche.